# Hans Latscha
Hans Friedrich Latscha (Essen, 10 marzo 1881 – Francoforte sul Meno, 11 maggio 1967) è stato un rugbista a 15 tedesco.
Partecipò ai Giochi della II Olimpiade di Parigi del 1900 conquistando una medaglia d'argento nel rugby a 15 con il SC 1880 Frankfurt, squadra rappresentante la Germania.

## Palmarès
- Argento olimpico: 1

1900